# Afrobeata
Genre
Afrobeata est un genre d'araignées aranéomorphes de la famille des Salticidae.

## Distribution
Les espèces de ce genre se rencontrent en Éthiopie, en Tanzanie et à Socotra.

## Liste des espèces
Selon World Spider Catalog (version 18.0, 04/03/2017) :
- Afrobeata firma Wesołowska & van Harten, 1994
- Afrobeata latithorax Caporiacco, 1941
- Afrobeata magnifica Wesołowska & Russell-Smith, 2000

## Publication originale
- Caporiacco, 1941 : Arachnida (esc. Acarina). Missione Biologica Sagan-Omo, Reale Accademia d’Italia, Rome, vol. 12, Zoologia, no 6, p. 1-159.